# Blatnice (ort i Tjeckien, Vysočina)
Blatnice är en ort i Tjeckien.   Den ligger i regionen Vysočina, i den sydöstra delen av landet, 150 km sydost om huvudstaden Prag. Blatnice ligger 428 meter över havet och antalet invånare är 365.
Terrängen runt Blatnice är platt. Runt Blatnice är det ganska glesbefolkat, med 24 invånare per kvadratkilometer. Närmaste större samhälle är Třebíč, 16,1 km norr om Blatnice. Trakten runt Blatnice består till största delen av jordbruksmark.